# Yan An
Yan An (chinesisch 闫安, Pinyin Yán Ān; * 12. Januar 1993 in Peking) ist ein chinesischer Tischtennisspieler. Er gewann bei der Universiade eine Goldmedaille im Doppel.

## Werdegang
Yan lernte vor Tischtennis von seinem Vater, der Trainer der Pekinger Mannschaft der Frauen ist. Zahlreiche internationale Erfolge erzielte Yan im Jugendbereich. 
So holte er sechsmal Gold bei den asiatischen Jugendmeisterschaften: 2007, 2008 und 2009 mit der chinesischen Mannschaft, zudem 2007 im Einzel sowie 2008 (mit Li Muqiao) und 2009 (mit Song Hongyuan) im Doppel.
Fünf Titel errang er bei Jugend-Weltmeisterschaften. Hier gewann er von 2007 bis 2009 ebenfalls dreimal in Folge den Mannschaftswettbewerb mit dem chinesischen Team, Doppelweltmeister wurde er 2007 mit Song Shichao und 2008 mit Song Hongyuan.
2011 wurde er erstmals für die Weltmeisterschaft der Erwachsenen nominiert, allerdings nur für den Mixedwettbewerb. 2013 war er im Einzel vertreten und erreichte dabei das Viertelfinale. 
2015 nahm er noch an der Weltmeisterschaft teil, durfte dort aber nur im Mixed antreten. Hier erreichte er zusammen mit Wu Yang das Viertelfinale. Danach trat er international seltener in Erscheinung. 

## Turnierergebnisse
| Verband | Veranstaltung                      | Jahr | Ort                 | Land | Einzel        | Doppel     | Mixed         | Team |
| ------- | ---------------------------------- | ---- | ------------------- | ---- | ------------- | ---------- | ------------- | ---- |
| CHN     | Asian Cup                          | 2013 | Hong Kong           | HKG  | Silber        |            |               |      |
| CHN     | Asian Youth Champ.ATTU-Cadets      | 2007 | Hoengseong          | KOR  | Gold          |            |               | 1    |
| CHN     | Asienmeisterschaft ATTU (Junioren) | 2009 | Jaipur              | IND  | Silber        | Gold       |               | 1    |
| CHN     | Asienmeisterschaft ATTU (Junioren) | 2008 | Singapur            | SIN  | Halbfinale    | Gold       |               | 1    |
| CHN     | Pro Tour                           | 2013 | Stockholm           | SWE  | Gold          | Silber     |               |      |
| CHN     | Pro Tour                           | 2013 | Suzhou              | CHN  | letzte 16     | letzte 16  |               |      |
| CHN     | Pro Tour                           | 2013 | Changchun           | CHN  | Halbfinale    | Silber     |               |      |
| CHN     | Pro Tour                           | 2013 | Incheon City        | KOR  | Halbfinale    | Halbfinale |               |      |
| CHN     | Pro Tour                           | 2013 | Doha                | QAT  | Silber        | Gold       |               |      |
| CHN     | Pro Tour                           | 2013 | Kuwait City         | KUW  | letzte 16     | Gold       |               |      |
| CHN     | Pro Tour                           | 2012 | Ekaterinburg        | RUS  | Viertelfinale | Silber     |               |      |
| CHN     | Pro Tour                           | 2012 | Velenje             | SLO  | letzte 16     | Halbfinale |               |      |
| CHN     | Pro Tour                           | 2011 | Stockholm           | SWE  | letzte 16     | Gold       |               |      |
| CHN     | Pro Tour                           | 2011 | Suzhou              | CHN  | Halbfinale    | Halbfinale |               |      |
| CHN     | Pro Tour                           | 2011 | Velenje             | SLO  | letzte 64     | Halbfinale |               |      |
| CHN     | Pro Tour                           | 2009 | Warschau            | POL  | Viertelfinale | letzte 16  |               |      |
| CHN     | Weltmeisterschaft                  | 2013 | Paris               | FRA  | Viertelfinale |            |               |      |
| CHN     | Weltmeisterschaft                  | 2011 | Rotterdam           | NED  |               |            | letzte 16     |      |
| CHN     | World Cup                          | 2013 | Verviers            | BEL  | 5.–8. Platz   |            |               |      |
| CHN     | Jugend-Weltmeisterschaft           | 2009 | Cartagena de Indias | COL  | Silber        | Silber     | Viertelfinale | 1    |
| CHN     | Jugend-Weltmeisterschaft           | 2008 | Madrid              | ESP  | Halbfinale    | Gold       |               | 1    |
| CHN     | Jugend-Weltmeisterschaft           | 2007 | Palo Alto           | USA  | Viertelfinale | Gold       |               | 1    |